# Vrataruša
Vrataruša is een plaats in de gemeente Senj in de Kroatische provincie Lika-Senj. De plaats telt 262 inwoners (2001).